# شوگا آرای
شوگا آرای (ژاپنی: 荒井 秀賀؛ زادهٔ ۲۹ اکتبر ۱۹۹۹) یک بازیکن فوتبال اهل ژاپن است.
از باشگاه‌هایی که در آن بازی کرده‌است می‌توان به باشگاه فوتبال توچیگی اشاره کرد.